# Anthony Mensah
Anthony Mensah (Kumasi, 31 de outubro de 1972) é um ex-futebolista profissional ganês, atuava como goleiro, medalhista olímpico de bronze.
Anthony Mensah conquistou a a medalha de bronze em Barcelona 1992.